# 定遠君
定遠君（ていえんくん、チョンウォングン、정원군、1580年8月2日 - 1620年2月2日）は、李氏朝鮮の王族。第14代王宣祖の王子で母は側室・仁嬪金氏。第15代王 光海君の異母弟。第16代王仁祖の父。諱は琈（ふ、プ、부）。諡は恭良敬徳仁憲靖穆章孝大王。明からの諡号は恭良であり、明から諡号を受けた最後の人物である。廟号は元宗（げんしゅう、ウォンジョン、원종）。

## 生涯
- 1580年8月2日(陰暦6月22日)、景福宮（キョンボックン）の別殿で誕生する。父から見れば庶五男、母にとっては三男であった。
- 1587年に定遠君に封じられる。同年に正妃の仁献王后と婚姻する。
- 1591年、異母兄 臨海君・光海君、実兄 信城君、異母弟 順和君らと共に、功臣となった。
- 死後、長男が王位に就くと、大院君に追尊され、定遠大院君と呼ばれた。以降、仁祖は父を王に追尊しようと試み、最終的に定遠大院君は元宗の廟号を追尊されることとなった。

- 現在は、京畿道金浦市にある章陵に埋葬されている。

## 人物
- 彼の墓碑によると、幼少の頃より容姿が優れ、態度が慎重で、孝行と友愛の心を持っていた為、父 宣祖から寵愛を受けていたという。しかし、実録によると性分が暴悪で、放蕩な振る舞いがあった為人々から後ろ指を差されていたと書かれてある。ならず者であったが、息子が王位に就いた為墓碑による評価になったという。
- 酒好きであった。
- 母 仁嬪金氏と異母兄 光海君が政敵の関係にあった。その為、光海君即位後は政治的活動等を慎み、静かに暮らした。
- 死因に関しては、三男の綾昌大君が死刑となった為、心を病みそれが病に拍車をかけたという。なおこの事がきっかけで、仁祖が反正を起こす決意をさせた。

## 家族関係
- 父:宣祖
- 母:仁嬪金氏
- 正妃:仁献王后具氏(1578年-1626年 綾安府院君具思孟の娘。)
  - 長男: 仁祖(1595年-1649年 名は倧。母は仁献王后。)
  - 次男: 綾原大君(1598年-1656年 名は俌。母は仁献王后。)
  - 三男: 綾昌大君(1599年-1615年 名は佺。母は仁献王后。) 反逆罪に問われ、自害。後嗣が無く、兄 仁祖の三男 麟坪大君が養子となった。
- 側室:金氏(詳細不明)
  - 庶子: 綾豊君(生没年不詳。母は金氏。名は佲。夭逝。)

## 系図
元宗の子孫の詳細